# Vaskulopathie
Vaskulopathien (vas = „das Gefäß“, Suffix -pathie = ‚Erkrankung‘) (Syn. Angiopathie) sind eine Gruppe von primär nicht entzündlichen Gefäßerkrankungen unterschiedlicher Ursache, die zu einem teilweisen oder vollständigen Verschluss eines Gefäßes führen. Bei nekrotisierenden Vaskulopathien führt der Gefäßverschluss zu einer Nekrose, dem pathologischen Untergang von Zellen, des umgebenden Gewebes.
Im Unterschied dazu sind Vaskulitiden (Singular: Vaskulitis, Suffix -itis = ‚entzündliche Krankheit‘) entzündliche Gefäßerkrankungen. In der Praxis werden beide Erkrankungstypen allerdings häufig nicht sauber voneinander getrennt. So werden beispielsweise die Granulomatose mit Polyangiitis und die Riesenzellarteriitis, beides Erkrankungen mit inflammatorischer (entzündlicher) Ätiologie, nach ICD-10 zu den nekrotisierenden Vaskulopathien gerechnet.

## Vaskulopathien kleiner Gefäße

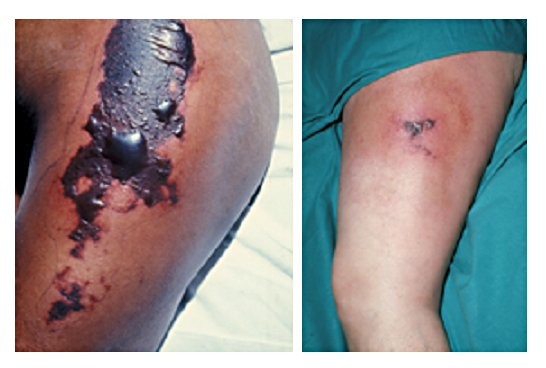
Eine Cumarinnekrose ist eine Vaskulopathie

- Vaskulopathien mit disseminierter intravasaler Koagulopathie (Verbrauchskoagulopathie). Das sind Erkrankungen mit übermäßig starker  Blutgerinnung im Blutgefäßsystem, die zu einem Verschluss der Blutgefäße führen können.
  - Purpura fulminans
  - Waterhouse-Friderichsen-Syndrom
  - Cumarinnekrose
  - heparininduzierte Thrombozytopathie
  - Phospholipid-Antikörper-Syndrom
  - Thrombotisch-thrombozytopenische Purpura
- Paroxysmale nächtliche Hämoglobinurie
- Akroangiodermatitis
- Livedovaskulopathie
- Lymphödem
- Reaktive Angioendotheliomatose

Bei Organtransplantationen können Transplantatvaskulopathien im transplantierten Organ zu einer chronischen Organabstoßung führen. Einige Autoren sehen Zusammenhänge zwischen Migräne verschiedenen Vaskulopathien die eine Betrachtung der Migräne als systemische Vaskulopathie zulassen.

## Vaskulopathien mittelgroßer Gefäße
- Livedo racemosa
- Calciphylaxie
- Arteriosklerose bzw. Arteriolosklerose
- Cholesterinembolie-Syndrom
- Embolia cutis medicamentosa
- Aortenbogen-Syndrom